# Mariam Mkrtchyan
Mariam Mkrtchyan (Ereván, 27 de febrero de 2004) es una ajedrecista armenia. Posee el título de Maestra Internacional Femenina, que le fue otorgado por la FIDE en 2022.

## Carrera
En el transcurso de dos años, de 2020 a 2022, Mkrtchyan mejoró significativamente su puntuación, de 2075 a 2343, lo que supone un aumento de casi 300 puntos. En 2022, ganó el campeonato femenino de Armenia y se clasificó para la selección nacional. A continuación, logró una puntuación perfecta en el Campeonato Mundial Juvenil para chicas menores de 18 años.
En diciembre de 2022, Mkrtchyan ganó el torneo internacional sub-20 celebrado en Janti-Mansisk (Rusia).
En marzo de 2023, Mkrtchyan compitió en el Campeonato Europeo Femenino de Ajedrez.
Mkrtchyan es miembro del equipo femenino armenio de ajedrez y campeona de Europa sub-18.